# 탕기 니안주
니안주 탕기오스탱 쿠아시(프랑스어: Nianzou Tanguy-Austin Kouassi, 2002년 6월 7일 ~ )는 흔히 탕기 니안주(프랑스어: Tanguy Nianzou)로 알려진 프랑스의 축구 선수이다. 그의 포지션은 중앙 수비수로, 현재 스페인 라리가의 세비야에서 활약하고 있다.

## 어린 시절
탕기 니안주는 2002년 6월 7일 프랑스 파리에서 코트디부아르 부모 사이에서 태어났다.

## 구단 경력

### 파리 생제르맹
파리 생제르맹 아카데미를 졸업한 니안주는 2019년 12월 7일, 3-1로 이긴 몽펠리에와의 경기에서 프로 데뷔전을 치렀다. 며칠 후, 그는 갈라타사라이와의 UEFA 챔피언스리그 첫 경기에 출전하였고, PSG는 5-0 승리를 거두었다.
니안주는 2020년 1월 22일, 3-0으로 이긴 랭스와의 쿠프 드 라 리그 경기에서 첫 골을 넣었다. 그가 넣은 이 골은 PSG 역사상 4,000번째 골이었다. 2020년 2월 15일, 그는 4-4로 비긴 아미앵과의 리그 1 원정 경기에서 첫 2골을 기록했다. 3월 11일, 니안주는 2-0으로 이긴 보루시아 도르트문트와의 UEFA 챔피언스리그 경기에서 PSG 소속 마지막 경기를 치렀다. 그는 계약이 만료되자 파리 구단을 떠나 바이에른 뮌헨으로 자유이적하였다.

### 바이에른 뮌헨
2020년 7월 1일, 분데스리가의 바이에른 뮌헨은 니안주와의 4년 계약을 체결했다고 발표했다. 11월 28일, 그는 3-1로 이긴 VfB 슈투트가르트와의 리그 경기에서 데뷔전을 치렀다. 12월 12일, 니안주는 근육 부상을 당했고, 그의 부상 회복 시점은 1~2개월로 예상됐다. 부상은 2020-21 시즌 초반에 발생한 이전의 부상에서 비롯되었다. 2021년 4월 10일, 1-1로 비긴 우니온 베를린과의 경기에서 교체로 출전하면서, 그의 복귀는 예상보다 늦어졌다.

### 세비야
2022년 8월 17일, 니안주는 스페인의 세비야와 5년 계약을 맺었다.

## 국가대표팀 경력
프랑스에서 태어난 니안주는 코트디부아르 혈통이다. 니안주는 현재 프랑스 청소년 국가대표이다. 그는 2019년 UEFA U-17 축구 선수권 대회에서 준결승에 오른 프랑스 선수단의 일원이었다.
그는 2019년 FIFA U-17 월드컵에서 3위를 한 프랑스 팀의 중요한 선수였다. 그는 대회 7경기에 모두 선발로 출전했고 스페인을 상대로 6-1로 이긴 8강 경기에서 동점골을 넣었다.

## 수상 내역
파리 생제르맹
- 리그 1: 2019–20[19]
- 쿠프 드 프랑스: 2019–20[20]
- 쿠프 드 라 리그: 2019–20[21]
- UEFA 챔피언스리그 준우승: 2019–20

바이에른 뮌헨
- 분데스리가: 2020–21,[22] 2021–22
- DFL-슈퍼컵: 2021,[23] 2022

프랑스 U-17
- FIFA U-17 월드컵 3위: 2019[24]

개인
- 티티도르: 2019[25]